# Vytautas Mikalauskas (Regisseur)
Vytautas Mikalauskas (* 7. Oktober 1955 in Mažeikiai) ist ein litauischer Regisseur und Politiker.

## Leben
Nach dem Abitur von 1968 bis 1973 an der Mittelschule absolvierte er von 1973 bis 1975 ein Studium an der Lietuvos valstybinė konservatorija und leistete von 1975 bis 1977 den Sowjetarmeedienst. Von 1991 bis 1994  studierte er Regie an der Fakultät  Klaipėda der Lietuvos muzikos akademija.
Von 1977 bis 1979 arbeitete er bei Mažeikių naftos perdirbimo gamykla als Sanitärtechniker, von 1984 bis 1986 als Kulturhausdirektor in Trakai, von 1989 bis 1996 als Regisseur für Massenveranstaltungen, ab 1991 war er Leiter des Theaters Trakai. Von 1995 bis 1996 war er stellv. Bürgermeister, von 1996 bis 2001 Bürgermeister der Rajongemeinde Trakai.
Seit 1993 ist er Mitglied der Lietuvos socialdemokratų partija.

## Quelle
- 2008 m. Lietuvos Respublikos Seimo rinkimai - "Fronto" partija - Iškelti kandidatai (Memento vom 2. Juni 2013 im Internet Archive)

| Personendaten    | Personendaten                       |
| ---------------- | ----------------------------------- |
| NAME             | Mikalauskas, Vytautas               |
| KURZBESCHREIBUNG | litauischer Regisseur und Politiker |
| GEBURTSDATUM     | 7. Oktober 1955                     |
| GEBURTSORT       | Mažeikiai                           |